# Bronte (Texas)
Bronte é uma cidade  localizada no estado norte-americano de Texas, no Condado de Coke.

## Demografia
Segundo o censo norte-americano de 2000, a sua população era de 1076 habitantes. 
Em 2006, foi estimada uma população de 984, um decréscimo de 92 (-8.6%).

## Geografia
De acordo com o United States Census Bureau tem uma área de 
3,7 km², dos quais 3,7 km² cobertos por terra e 0,0 km² cobertos por água.

## Localidades na vizinhança
O diagrama seguinte representa as localidades num raio de 36 km ao redor de Bronte. 